# Starfish Prime

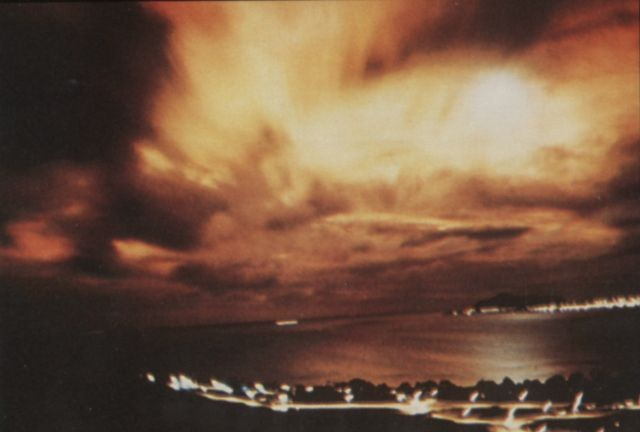
El flash creado por la explosión, visto a través de la espesa cubierta de nubes de Honolulu, a 1300 kilómetros de distancia.

Starfish Prime fue una prueba nuclear parte de la Operación Fishbowl realizada por los Estados Unidos el 9 de julio de 1962, mediante la Defense Atomic Support Agency (DASA) y la Atomic Energy Commission (Comisión de energía atómica, o AEC). La bomba, fabricada en Los Alamos Scientific Laboratory (Laboratorio Científico de Los Álamos) fue lanzada por medio de un cohete PGM-17 Thor. La explosión de esta prueba atómica ocurrió a 400 km (250 millas) de altura sobre la isla de Johnston en el Océano Pacífico.
Extracto de "A 'Quick Look' at the Technical Results of Starfish Prime", páginas 19-21 (agosto de 1962):
En Kwajalein, 1450 millas al oeste, un revestimiento denso se extendió por el este del horizonte a una altura de 5 u 8 grados. A las 09:00 GMT un flash blanco brillante surgió a través de las nubes, cambiando rápidamente a una bola verde de irradiación que se extendía en el cielo claro. De su superficie surgieron grandes extensiones blancas, asemejándose a nubes de cirroestratos, que se levantaron a 40 grados sobre el horizonte en unos arcos arrebatadores que daban vuelta hacia abajo hacia los polos y que desaparecían en segundos siendo sustituidos por cirros concéntricos espectaculares, como los anillos que se movían hacia fuera desde el centro de la explosión a enorme velocidad inicial, finalmente parando cuando el anillo exterior alcanzó 50 grados de altura. No desaparecieron, sino persistieron en un estado de calma congelada. Todo esto ocurrió, juzgaría, en el plazo de 45 segundos. La luz verdosa empezó a volverse púrpura y comenzó a descolorarse en el centro de la explosión, un resplandor rojo brillante se comenzó a desarrollar en el horizonte en una dirección de 50 grados noreste y simultáneamente 50 grados al sudeste y hacia arriba, hasta que el cielo del este era un semicírculo rojo ardiente que se extendía 100 grados del norte al sur y hasta la mitad del cenit, que eclipsaba algunas de las estrellas menos brillantes. Esta situación, entremezclada con enormes arco iris blancos, persistió no menos de siete minutos".
“En el momento inicial en Johnston, tuvo lugar un flash blanco, pero tan pronto como uno podía quitarse sus gafas, ya no había una luz intensa presente. Un segundo después de la explosión, un disco rojo abigarrado fuera observado directamente por encima y cubría el cielo hasta unos 45 grados del cenit. En general, la región abigarrada roja era más intensa en las partes del este. A lo largo de la línea magnética norte-sur, se extendió una raya blanco-amarilla hasta el norte del cenit cercano. La anchura de la región rayada blanca creció de algunos grados en pocos segundos a cerca de 5-10 grados en 30 segundos. El crecimiento de la región auroral al norte se produjo por la adición de nuevas líneas que se desarrollaban del oeste al este. Las rayas aurorales blanco-amarillas retrocedieron hacia arriba del horizonte al norte y se extendieron al sur, y dos minutos después, las rayas blanco-amarillas seguían teniendo cerca de 10 grados de anchura, y se extendían principalmente del cenit cercano hasta el sur. En unos dos minutos, la región roja del disco había desaparecido completamente en el oeste y se descoloraba rápidamente en la porción del este. En 400 segundos, esencialmente todos los fenómenos visibles importantes habían desaparecido, a excepción posiblemente de un cierto débil resplandor rojo a lo largo de la línea norte-sur y al norte, en el horizonte. No se oyó ningún sonido en la isla de Johnston que se pudiera atribuir definitivamente a la detonación.”
Se registraron fuertes señales electromagnéticas debidas a la explosión, al igual que hubo alteraciones del campo magnético y corrientes significativas en la Tierra.”
Esta prueba nuclear es una de las cinco pruebas hechas en el espacio exterior por los Estados Unidos según la FIA.